# Morten Berglia
Morten Berglia (* 3. August 1958) ist ein ehemaliger norwegischer Orientierungsläufer und Ski-Orientierungsläufer.

## Laufbahn
1983 wurde er Einzel-Weltmeister. Zudem gewann er mit der norwegischen Mannschaft um Øyvin Thon und Tore Sagvolden zwischen 1983 und 1987 dreimal Mannschafts-Gold. Bei den nordischen Meisterschaften 1984 gewann er Bronze. Im Ski-Orientierungslauf gewann er 1982 und 1984 mit der norwegischen Staffel bei Weltmeisterschaften Silber und Bronze.

## Platzierungen

### Orientierungslauf
Weltmeisterschaften:
- 1979: 6. Platz Staffel
- 1981: 3. Platz Einzel
- 1983: 1. Platz Einzel, 1. Platz Staffel
- 1985: 9. Platz Einzel, 1. Platz Staffel
- 1987: 1. Platz Staffel
- 1989: 24. Platz Einzel

### Ski-Orientierungslauf
Weltmeisterschaften:
- 1982: 4. Platz Einzel, 2. Platz Staffel
- 1984: 11. Platz Einzel, 3. Platz Staffel